# Syzygites megalocarpus
Syzygites megalocarpus är en svampart som beskrevs av Ehrenb. 1818. Syzygites megalocarpus ingår i släktet Syzygites och familjen Mucoraceae.   Inga underarter finns listade i Catalogue of Life.